# Latodrepanus laticollis
Latodrepanus laticollis là một loài bọ cánh cứng trong họ Bọ hung (Scarabaeidae).